# Buzzwoord
Een buzzwoord of zoemwoord is een modewoord dat geen duidelijke betekenis heeft. Een voorbeeld is het woord manager. Zonder verdere omschrijving is immers niet duidelijk wat dit beroep precies inhoudt.
Bepaalde beroepsgroepen maken gebruik van buzzwoorden om verbale of schriftelijke uitingen interessanter te laten overkomen. Zo kan een voetbalcoach spreken over een schaduwspits in plaats van een aanvallende middenvelder om de indruk te wekken dat zijn team aanvallender speelt.
Buzzwoorden kunnen ook worden gebruikt om al te directe reacties te voorkomen. In dit geval zijn buzzwoorden eufemistisch van aard. Een buzzwoord (of, op zijn Engels, buzzword) kan ook een woord zijn dat een nieuw snufje of werkwijze aanduidt, waar heel veel van verwacht wordt. Het woord 'buzzwoord' is waarschijnlijk afkomstig van het woord to buzz, wat 'gonzen' of geroezemoes' betekent. Een 'buzzwoord' is dus eigenlijk iets waar iedereen over praat - het gonst ervan. 
De volgende kenmerken maken een woord geschikt om een 'buzzwoord' te worden: 
- Het gaat om een nieuwe uitvinding, methodiek, of trend.
- Het is niet één specifiek product, zoals "breedbeeld-tv", maar het gaat om iets wat heel breed toepasbaar is, bijvoorbeeld plug and play.
- Velen verwachten dat het een groot succes wordt.

Buzzwoorden kunnen zich voordoen in allerlei vakgebieden, maar de meeste hebben betrekking op:
- technische producten, zoals computers en mobiele telefoons,
- managementmethodes.

Adverteerders en marketingdeskundigen gebruiken buzzwoorden om producten aan te prijzen. Schrijvers van boeken en artikelen over nieuwe ontwikkelingen en organisatoren van bedrijfscursussen gebruiken buzzwoorden om de aandacht van het publiek te trekken. Dit kan zelfs zover gaan, dat een product als verouderd wordt beschouwd, als het niet is voorzien van een bepaald snufje. 

## Voorbeelden
(De meeste van deze voorbeelden betreffen oudere buzzwoorden, waar de 'buzz' dus alweer vanaf is.)
- Voorbeelden van (voormalige) buzzwoorden op technisch gebied: ADSL, Web-tv, podcasting, portaal, cyber-..., nano-..., E-... (bijvoorbeeld E-commerce), i-... (bijvoorbeeld i-mode), RFID.
- Voorbeelden van (voormalige) buzzwoorden op managementgebied: empowerment, leiderschap, ISO 9000, Total Quality Management, data-mining, business reengineering, on-demand, just-in-time, lean manufacturing, focus.
- Voorbeelden van (voormalige) buzzwoorden op softwaregebied: Web 2.0, object-georiënteerd, prototyping, fuzzy-logic, big data.
- Buzzwoorden worden gebruikt in het spel Bullshitbingo.